# Arteria sacra media
La arteria sacra media (TA: arteria sacralis mediana) es una arteria que se origina como rama terminal de la aorta; nace a nivel de la cuarta vértebra lumbar (L4).

## Ramas
1) Ramas colaterales:
a) Ramas parietales:
- Quinta arteria lumbar.
- Ramos sacros.

b) Ramas viscerales.
2) Ramas terminales:
- Ramúsculo que penetra en la glándula coccígea de Luschka o ganglio de Luschka.

## Distribución
Se distribuye hacia el hueso sacro, el cóccix y el recto.